# Artère récurrente radiale
L'artère récurrente radiale (ou artère récurrente radiale antérieure ou artère des épicondyliens) est une artère de l'avant-bras.

## Origine
L'artère récurrente radiale naît de l'artère radiale immédiatement sous le coude.

## Trajet
L'artère récurrente radiale remonte dans le sillon bicipital latéral entre les branches du nerf radial. Elle repose sur le muscle supinateur puis passe entre le muscle brachio-radial et le muscle brachial
Elle irrigue ces trois muscles et l'articulation du coude, et s'anastomose avec la partie terminale de l'artère profonde du bras.